# سیارک ۳۵۰۷۶
سیارک ۳۵۰۷۶ (به انگلیسی: 35076 Yataro، نامگذاری:1990BA1)۳۵۰۷۶مین سیارک کشف شده‌است که در ۲۱ ژانویه ۱۹۹۰ کشف شد.